# Das Traumpaar
Das Traumpaar ist ein deutscher Fernsehfilm von Ulrich König aus dem Jahr 2008, der im Auftrag für Das Erste produziert wurde. Die Hauptrollen spielen Jaecki Schwarz und Wolfgang Winkler.

## Handlung
Die beiden Senioren Erwin Michels und Günther Schlüter waren eng miteinander befreundet, bis der eine dem anderen die Frau ausgespannt hatte. Inzwischen ist Günthers Frau tot und Erwin zum zweiten Mal geschieden. Die beiden nehmen nach 30 Jahren Funkstille wieder Kontakt auf. Erwin war jahrelang Besitzer eines Autohauses, doch bietet er heute nur noch seinen ganz persönlichen Chauffeurdienst in einer weißen Mercedes-Limousine an. Dieser Oldtimer gehört allerdings seinem alten Freund Günther, dem er den Wagen nur allzu gern abkaufen würde. Neben diesen „beruflichen“ Kontakten sind sie aber auch privat nicht mehr „eigenständig“, denn Günthers Tochter hat vor über 12 Jahren Erwins Sohn geheiratet und ihr gemeinsames Enkelkind Charlotte zeigt auch schon handwerkliches Talent in Opi Günters Kfz-Werkstatt. Opa Erwin macht dafür schon mal ihre Mathe Hausaufgaben.
Als die neue Apothekerin Anita Lorenz in der Stadt auftaucht sind Erwin und Günther von der attraktiven und gebildeten Frau sofort sehr angetan. Erwin ergreift auch sogleich die Initiative und lädt Anita zu einem Picknick ein. Von Günther wurde sie dagegen zum Essen eingeladen, das er selber für sie gekocht hat. Beide Männer werden nun erneut zu Konkurrenten und geraten darüber gehörig in Streit. Erst später müssen sie erkennen, dass dies völlig unnötig war, denn die flotte Anita entscheidet sich laufend für einen anderen Begleiter an ihrer Seite.
Mit der Ehe von Erwins Sohn und Günthers Tochter steht es zurzeit nicht gut. Seit Paula wieder arbeiten geht, sehen sich die beiden nicht nur weniger, Paulas neuer Chef macht ihr immer mal wieder Avancen, was Thomas nicht entgangen ist. Seine Eifersuchtsausbrüche bringt er Paula allerdings nicht besonders elegant herüber. Ihre Väter schmieden deshalb einen Plan, wie sie die beiden wieder näher zueinander bringen. Erwin kauft zunächst einen Blumenstrauß, den er im Namen von Thomas zu Paula bringen lässt. Günther bucht derweil für die beiden eine Urlaubsreise als Überraschung, doch dieser Plan geht daneben und zerrüttet die Ehe noch mehr. Das führt sogar so weit, dass Paula kurzerhand zu ihrem Vater zieht. Charlotte hat nun Angst, dass sich ihre Eltern scheiden lassen. In ihrer Verzweiflung schwänzt sie nicht nur die Schule, sondern nimmt sich einfach den weißen Mercedes und fährt mit ihren 12 Jahren das Auto durch die Stadt. Zum Glück wird sie von Kalle, dem Lehrling ihres Opis entdeckt, der sowohl das Kind als auch das Auto zurück zu Günther bringt.
Erwin und Günther unternehmen einen neuen Versuch, um Paula und Thomas einander wieder näher zu bringen. Sie locken die beiden in das Stadtschloss, das als Museum dem Publikum offen steht und schließen die beiden in einem der Räume ein. Hier lassen sie sie die nächsten drei Stunden allein, sodass Paula und Thomas miteinander reden müssen und sich nicht wie sonst aus dem Weg gehen können. Diesmal gelingt die kleine Verschwörung und das Familienglück läuft wieder in geordneten Bahnen.

## Hintergrund
Das Traumpaar wurde vom 4. Juli 2006 bis zum 4. August 2006 in Tangermünde und an weiteren Schauplätzen im Landkreis Stendal gedreht. Für den Film zeichnete die Polyphon Film- und Fernsehgesellschaft mbH verantwortlich.

## Kritik
Tilmann P. Gangloff wertete bei tittelbach.tv: „Jaecki Schwarz' und Wolfgang Winklers gemeinsamer Ausflug ins Komödienfach ist launiger als erwartet“ und es mache „Spaß“, den beiden „bei der Arbeit zuzuschauen.“ „Die langjährige Zusammenarbeit [beim Polizeiruf 110] hat nicht etwa zu monotoner Routine geführt, sondern zu einem perfekt abgestimmten Timing.“
Der Film „bemüht zwar die gerne freitags in der ARD breit getretenen Geschlechter-Klischees Marke Spießbürger, überzeugt dafür aber durch präzises Komödienhandwerk alter Schule. Und Jaecki Schwarz und Wolfgang Winkler retten sonst noch alles, was zu retten ist...“
Die Kritiker der Fernsehzeitschrift TV Spielfilm fanden in Das Traumpaar nur „Klischees, serviert mit einem Schuss Stuss“ und bewerteten den Film mit der schlechtesten Wertung, indem sie mit dem Daumen nach unten zeigten.